# Torre de Sant Llucià
La Torre de Sant Llucià (en anglès Saint Lucian Tower) és una fortificació de Malta, que vigila la Badia de Marsaxlokk, entre aquest municipi i Birżebbuġa.

## Història
Fou construïda pels cavallers de l'Orde de Sant Joan de Jerusalem entre 1610 i 1611 i es tracta d'una de les Torres Wignacourt.
Els britànics van augmentar la torre original i li van donar la forma d'una fortalesa d'era victoriana. La torre es va envoltar d'un fossat, amb caponeres i una porta...
En la línia del mar, la torre es va modificar amb una bateria baixa, amb tres grans casamates que donaven a la badia de Marsaxlokk cap al Fort Delimara.
Sant Llucià forma part de l'anella victoriana que protegia la badia de Marsaxlokk, un anell que també inclou l'esmentat Fort Delimara, el Fort Tas-Silg i el Fort Benghisa.
Actualment, el fort és la seu del Centre per a les ciències marítimes de Malta. Es troba ben restaurat, sense armes i buit de qualsevol vestigi bèl·lic.